# ショウジカズヤ
ショウジ カズヤ（しょうじ かずや、1982年 - ）は、日本の俳優である。静岡県出身。eja9所属。

## 略歴
- 2010年よりeja9に所属する。

## 出演

### 映画
- フェイクフェイス（2014年） - まりも 役

### 短編映画
- ホワイトデー（2012年） - 店員 役
- ソラ・クモ・クロ（2012年） - 主人公青年 役
- 想い出しミレン。（2014年） - ショウジ 役

### テレビドラマ
- 好好!キョンシーガール〜東京電視台戦記〜 第10話（2012年）
- 密着!男と女の愛憎(秘)探偵ファイル（2013年、BeeTV）
- タイムスクープハンターシーズン5（2013年、NHK総合）- 髪結 役

### ミュージックビデオ
- Life 〜生まれてくれてありがとう〜（2012年 - 、Brand new vibe）

### 舞台
- 「バル」（2007年）- 殺し屋 役
- 「ナブッコ」（2012年、東京二期会)- 助演